# Maurertown, Virginia
Maurertown, Virginia (енгл. Maurertown) насељено је место без административног статуса у америчкој савезној држави Вирџинија.

## Демографија
По попису из 2010. године број становника је 770.
| Група             | 2000.    | 2010.       |
| Белци             | 0 (0,0%) | 730 (94,8%) |
| Афроамериканци    | 0 (0,0%) | 14 (1,8%)   |
| Азијати           | 0 (0,0%) | 4 (0,5%)    |
| Хиспаноамериканци | 0 (0,0%) | 12 (1,6%)   |
| Укупно            | 0        | 770         |